# 长白蟹甲草
长白蟹甲草（学名：Parasenecio praetermissus）为菊科蟹甲草属的植物。分布于俄罗斯、朝鲜以及中国大陆的黑龙江、吉林等地，生长于海拔900米至1,400米的地区，见于林下和河岸边，目前尚未由人工引种栽培。

## 别名
大叶兔儿伞

## 异名
- Cacalia auriculata DC. var. praetermissa (Pojark.) W. Wang